# Stibor von Baysen

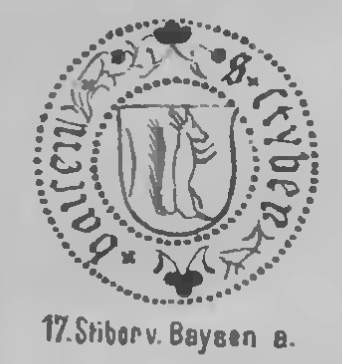
Siegel von Stibor von Baysen

Stibor von Baysen (* um 1405; † 1480) war ein preußischer Ritter und Gubernator von Polnisch-Preußen von 1459 bis 1480.

## Leben
Stibor von Baysen stammte aus einer deutschen Familie, die aus der Gegend von Lübeck eingewandert war und Besitz bei Osterode hatte. Seine Brüder waren Hans von Baysen, Gubernator von 1554 bis 1559, und Gabriel von Baysen.
Stibor von Baysen war 1433 Teilnehmer an Friedensverhandlungen zwischen dem Deutschen Orden und Polen. 1440 zählte er zu den Mitbegründern des Preußischen Bundes. 1442 war er Vogt im Bistum Pomesanien.
1454 wurde er nach der Unterstellung der westpreußischen Gebiete unter Polen vom König zum Woiwoden von Königsberg ernannt, 1456 zum Woiwoden von Elbing.
1459 wurde Stibor von Baysen nach dem Tode seines Bruders zum Gubernator Polnisch-Preußens ernannt. 1466 unterzeichnete er den Zweiten Frieden von Thorn. 1467 setzte der König Stibor von Baysen als Guberator ab und ernannte ihn stattdessen zum Woiwoden von Marienburg.
Die preußischen Stände akzeptierten diese Absetzung nicht und betrachteten ihn weiterhin als ihren Statthalter. Daraufhin verlieh ihm der König 1472 den neu geschaffenen Titel eines Generalhauptmanns Polnisch-Preußens. In den Ständeakten der Landtage wurde von Baysen trotzdem weiterhin als Statthalter bezeichnet. 1476 bat er um Entlassung aus dem Amt wegen körperlicher Schwäche. Der Antrag wurde vom König abgelehnt. 
1480 starb Stibor von Baysen. Nachfolger als Hauptmann wurde sein Sohn Nikolaus.